# 別列茲納 (赫梅利尼克區)
49°33′34″N 27°50′50″E / 49.55944°N 27.84722°E
別列茲納（羅馬化：Berezna）是烏克蘭的村落，位於該國西南部文尼察州，由赫梅利尼克區負責管轄，始建於1673年，面積2.45平方公里，2001年人口708，人口密度每平方公里288.98人。